# The Chopsticks
The Chopsticks fue un dúo musical femenino de Hong Kong. Ellas fueron las primeras intérpretes entre otros grupos femeninos, en promover la música moderna para ser comercializada.
La carrera artística del dúo empezó en la década de los años 1960, interpretando temas musicales cantados en inglés, pues ellas alcanzaron el éxito entre los años 1969 y 1972. Han lanzado en total de 4 discos LP y no más de 10 SP/EPS. En 1973, el dúo estaba integrada por las cantantes Sandra Lang y Amina, cada una de ellas ha seguido después su carrera en solitario.

## Discografía
| Número              | Título del Álbum                | Lista de canciones |
| ------------------- | ------------------------------- | --- |
| ESSP-1222 (SP) 1970 | The Chopsticks Sandra Amina     | ●Medley：Can't Buy Me Love．Love Potion No. 9．Satisfaction (John Lennon/Paul McCartney．Jerry Leiber/Mike Stoller．Mick Jagger/Keith Richards) ●Stop! In The Name Of Love (Brian Holland/Lamont Dozier/Edward Holland) |
| ESEP-4004 (EP) 1970 | Sooner Or Later                 | ●Sooner Or Later (Noel Quinlan) ●Medley：To Sir With Love．San Francisco．Bala Bala (Don Black/Mark London．John Philips．Horst Lippok) ●For Your Love (Ed Townsend) ●Words (Noel Quinlan) |
| CES-1022 (LP) 1970  | The Chopsticks Sandra And Amina | ●You Are My Sunshine (Jimmie Davis/Charles Mitchell) ●Yesterday (John Lennon/Paul McCartney) ●Stop! In The Name Of Love (Brian Holland/Lamont Dozier/Edward Holland) ●Medley：Can't Buy Me Love．Love Potion No. 9．Satisfaction (John Lennon/Paul McCartney． Jerry Leiber/Mike Stoller．Mick Jagger/Keith Richards) ●Wait Till Now (Alfred Newman) ●La Malaguena (Elpidio Ramírez/Pedro Galindo) ●Summer Time (George Gershwin/DuBose Hayward) ●Tears Of Love (Yao Mien/James Wong) ●Ko Ko Mo (Forest Gene Wilson/Jake Porter/Eunice Levy) ●Una Sera Di Tokyo (宮川泰 Miyakawa Yasushi/岩谷時子 Iwatani Tokiko) ●Land Of A Thousand Dances (Chris Kenner)                                                                                 |
| CES-1023 (LP) 1970  | Someday                         | ●Chopstick (Joseph Koo/Desmond Mayne) ●Valley Of The Dolls (Andre Previn/Dory Previn) ●Medley：To Sir With Love．San Francisco．Bala Bala (Don Black/Mark London．John Philips．Horst Lippok) ●A Man Like You (Desmond Mayne) ●The Shadow Of Your Smile (Johnny Mandel/Paul Francis Webster) ●Love Is Blue (André Popp/Brian Blackburn) ●For Your Love (Ed Townsend) ●Some Day (Desmond Mayne) ●This Is My Song (Charlie Chaplin) ●Mas que nada (Jorge Ben) ●Cu Cu Ru Cu Cu Paloma (Tomás Méndez) |
| CES-1024 (LP) 1971  | If You Go Away                  | ●If You Go Away (Jacques Brel/Rod McKuen) ●Medley：Night And Day．A Man And A Woman．One Note Samba (Cole Porter．Pierre Elie Barough/Jerry Paul Keller/Francis Albert Lai．Antonio Carlos Jobim/Jobim/Newton Mendonça) ●Spinning Wheel (David Clayton-Thomas) ●The Joker (Leslie Bricusse/Anthony Newley) ●I Can’t Stop Loving You (Don Gibson) ●Ain't No Mountain High Enough (Nickolas Ashford/Valerie Simpson) ●You've Made Me So Very Happy (Brenda Holloway/Patrice Holloway/Frank Wilson/Berry Gordy) ●Can't Take My Eyes Off You (Bob Crewe/Bob Gaudio) ●Close To You (Burt Bacharach/Hal David) ●This Girl Is a Woman Now (Alan Bernstein/Victor Millrose) ●You've Lost That Loving Feeling (Barry Mann/Phil Spector/Cynthia Weil) |
| CES-1025 (LP) 1971  | All Of A Sudden                 | ●Exodus．Hava Nagila (Medley) (Ernest Gold/Pat Boone．Abraham Zevi (Zvi) Idelsohn) ●Little Green Apples (Bobby Russell) ●All Of A Sudden (Don Black/Ned Nelson) ●Fool On The Hill (John Lennon/Paul McCartney) ●Medley：Aquarius．Let The Sunshine In (Gerome Ragni．James Rado/Galt MacDermot) ●Historia Di Un Amor (Carlos Eleta Almaran) ●Scarborough Fair (Art Garfunkel/Paul Simon) ●House Of The Rising Sun (Alan Price) ●Medley：Chain Of Fools．Sunny．Gimme Little Sign．Uptight (Don Covay．Bobby Hebb．Joseph Hooven/Alfred Smith/Jerry Winn/Brenton Wood．Henry Cosby/Sylvia Moy/Stevie Wonder) ●Kiss Me Goodbye (Barry Mason/Les Reed)                                                                                         |